# Bill (plaats)
Bill is een plaats in de gemeente Helperknapp en het kanton Mersch. Bill telt 1 inwoner (2005) en ligt in het westen van Luxemburg, in het Gutland.
Bill maakte deel uit van de gemeente Boevange-sur-Attert totdat deze op 1 januari 2018 fuseerde met de gemeente Tuntange tot de huidige gemeente Helperknapp.
Bill ligt aan de noordoostkant van de Helperknapp, een beboste heuvel van 387 meter hoog en belangwekkend bedevaartsoord. Op het gedeelte van de heuvel dat bij Bill ligt, bevindt zich een tumulus. Deze Romeinse grafheuvel, die vermoedelijk uit de derde eeuw stamt, heeft een diameter van 24 meter.

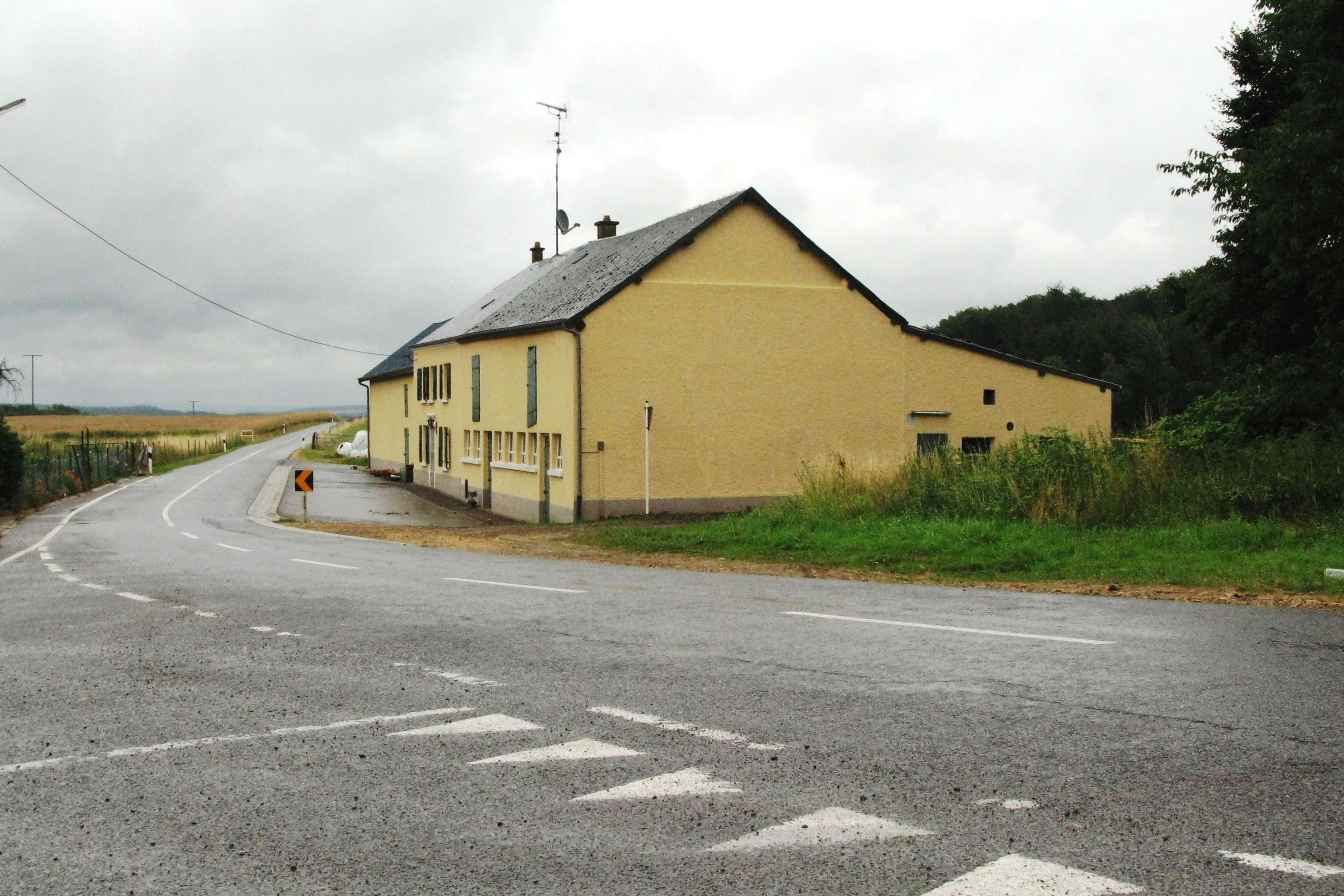
Bill

Ansembourg · Bill · Boevange-sur-Attert · Bour · Brouch · Buschdorf · Finsterthal · Grevenknapp · Hollenfels · Marienthal · Openhalt · Tuntange

Luxemburgse gemeenten · Kanton Mersch · Luxemburg